# Alfred Krauß

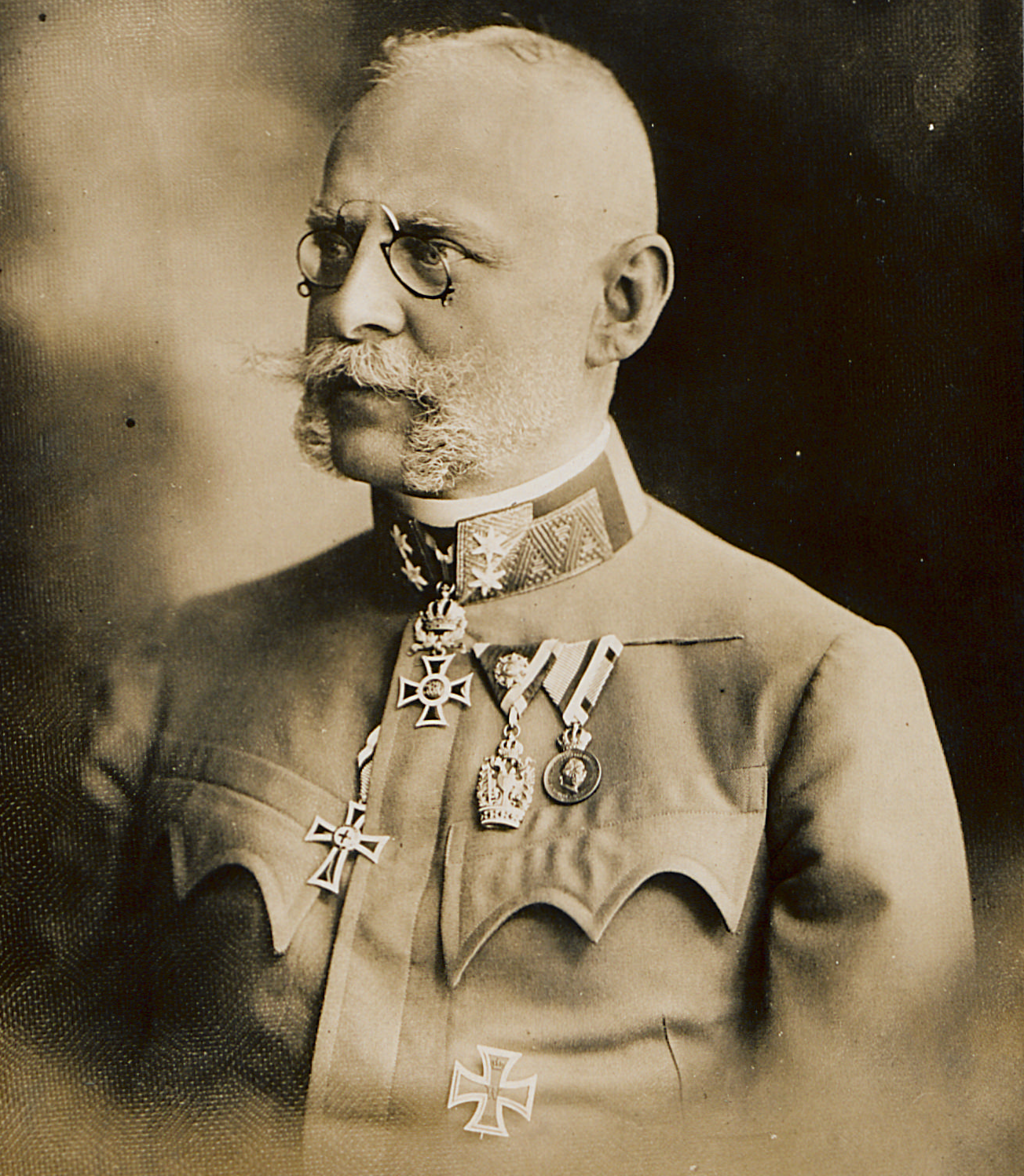
Alfred Krauß

Alfred Krauß (* 26. April 1862 in Zara; † 29. September 1938 in Bad Goisern) war ein k.u.k. Offizier und Geheimer Rat, zuletzt General der Infanterie der österreichisch-ungarischen Armee. Krauß war ab 1920 Führer des Nationalverbandes Deutscher Offiziere in Wien. In seinem letzten Lebensjahr wurde er Reichstagsabgeordneter für die NSDAP und zum SA-Brigadeführer ernannt.

## Familie

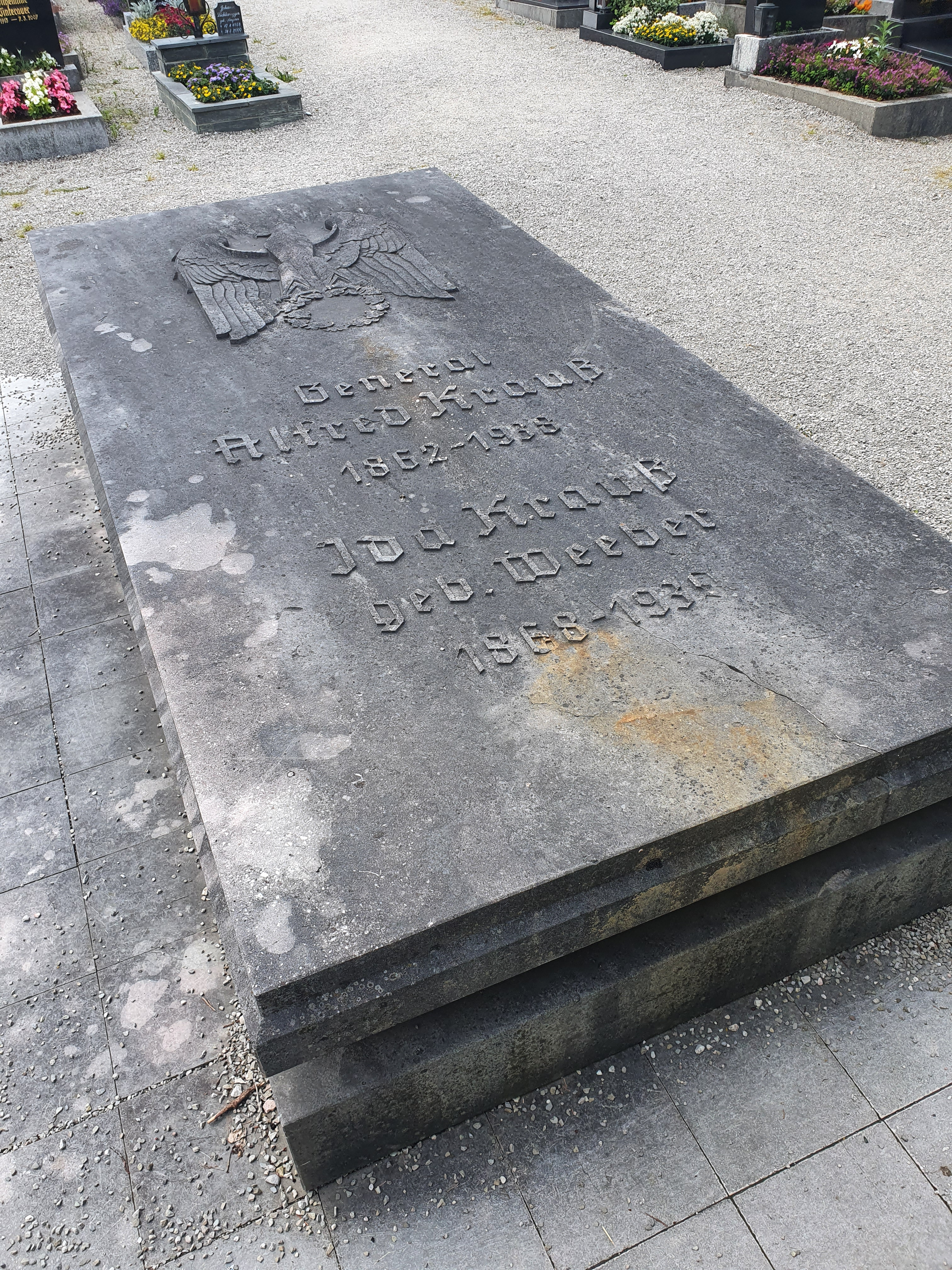
Grab, Bad Goisern, ev. Friedhof

Alfred Krauß war der Sohn des k.u.k Generalstabsarztes Franz Krauß (1824–1905) und der Maria Rosalia Deixler (1841–85), sein jüngerer Bruder Rudolf Krauß (1863–1943) erreichte im Ersten Weltkrieg ebenfalls den Rang eines k.u.k. Generals der Infanterie. Am 6. Februar 1894 heiratete Alfred Krauß in der Herz Jesu-Kirche in Graz Ida Gysela Weeber (* 26. Jänner 1868 in Raab; † 13. Mai 1939 in Wien), mit der er zwei Söhne hatte, einer davon war der später bekannte Orgelsachverständige Egon Krauss. Alfred und Ida Krauß sind auf dem evangelischen Friedhof von Bad Goisern in einer Art Hochgrab bestattet. Die Grabplatte wird mit einem auffliegenden Adler geziert, der einen Eichenkranz in den Fängen hält.

## Leben
Nach dem Besuch der Volksschule in Werschetz im Banat und in Ödenburg sowie des Untergymnasiums in Teschen wurde Krauß an der Militäroberschule in Mährisch-Weißkirchen und an der Theresianischen Militärakademie in Wiener Neustadt ausgebildet.  Am 18. August 1883 wurde er zum k.u.k. Infanterieregiment Nr. 11 versetzt. Anschließend besuchte er von 1886 bis 1888 die Kriegsschule in Wien. Im November 1888 wurde er zum Generalstabsoffizier der 20. Infanteriebrigade in Königgrätz ernannt. 1891 kam Krauß als Hauptmann in den Generalstab des 5. Korpskommandos in Pressburg. 1894 wurde Krauß Lehrer für Taktik an der Theresianischen Militärakademie in der Wiener Neustadt. 1897 wurde er  Generalstabschef der 2. Infanteriedivision in Jaroslau und dann der 33. Infanteriedivision in Komorn.
Im November 1901 kam Krauß als Kommandeur eines Bataillons zum Schützenregiment Graz Nr. 3 und wurde 1904 Chef der III Sektion des Technischen Militärkomitees in Wien. Im Oktober 1910 wurde er Kommandeur der k.u.k. Kriegsschule in Wien. Am 1. November 1910 erfolgte seine Beförderung zum Generalmajor, am 1. November 1913 erreichte er den Rang eines Feldmarschallleutnants, ferner wurde er k.u.k. Geheimer Rat.
Ab August 1914 war Krauß im Ersten Weltkrieg Kommandeur der 29. Infanteriedivision auf dem serbischen Kriegsschauplatz, diese stand zu Kriegsbeginn im Verband der k.u.k. 5. Armee (Gen. der Inf. Liborius Frank) in Syrmien. Im September wurde er zum Kommandeur des „Kombinierten Korps Krauß“ ernannt. Am 6. September 1914 verhinderte er durch Gegenangriffe bei Sasinci den Saveübergang der serbischen Timok-Division bei Mitrowitza. Anfang Dezember waren seine Truppen an den Rückzugskämpfen aus Belgrad beteiligt. Am 23. Dezember 1914 erfolgte seine Berufung zum Generalstabschef der Balkanstreitkräfte, deren Oberbefehl nach der Abberufung von Oskar Potiorek im Januar 1915 von Erzherzog Eugen übernommen wurde.
Am 27. Mai 1915 wurde er nach der Kriegserklärung Italiens zum Generalstabschef der sich am Isonzo neugebildeten Südwestfront ernannt. Im Februar 1916 wechselte er in gleicher Funktion zur Heeresgruppe des Feldmarschalls Erzherzog Eugen nach Bozen. Im Mai 1916 war er maßgeblich an der Offensive in Südtirol beteiligt, der geplante Durchbruch über die Hochfläche der Sieben Gemeinden gelang nach Anfangserfolgen im Raum Asiago jedoch nicht vollständig und musste Mitte Juni nach italienischen Gegenangriffen abgebrochen werden.
Mitte März 1917 wurde Krauß Kommandeur des k.u.k. I. Korps, das zu dieser Zeit bei der k.u.k. 7. Armee (Gen. der Inf. Hermann Kövess) in den Karpaten eingesetzt war. Am 1. August 1917 wurde er zum General der Infanterie befördert. Mitte September 1917 verlegte sein Großverband nach Italien und wurde als rechter Flügel der neuaufgestellten deutschen 14. Armee unterstellt und für die Gegenoffensive in der 12. Isonzoschlacht bereitgestellt. Am 24. und 25. Oktober 1917 konnte das k.u.k. I. Korps bei Flitsch die italienische Front durchbrechen und erreichte im Gebirgskampf Anfang November 1917 den neuen Frontabschnitt bei Feltre und am Monte Grappa, wo sich die neue „Korpsgruppe Belluno“ etablierte. General Krauß übernahm am 16. Mai 1918 den Oberbefehl der  k.u.k. Ostarmee und war zugleich Kommandant der besetzten Gebiete in der Ukraine. Nach dem Ende des Krieges wurde Krauß am 1. Dezember 1918 in den Ruhestand versetzt.
Für seine Verdienste erhielt Krauß u. a. den Orden der Eisernen Krone I. Klasse, das Großkreuz des ö.k. Leopold-Ordens sowie am 12. November 1917 den Pour le Mérite.
1920 wurde er Führer des Nationalverbandes Deutscher Offiziere in Wien.
Alfred Krauß war Obmann des Landesverbandes Wien und Niederösterreich des ADV.
Von 1927 bis zu seinem Tode 1938 war Krauß einer der Herausgeber der  alldeutschen und nationalsozialistischen Zeitschrift Deutschlands Erneuerung, die 1917 gegründet worden war und die bis 1944 ununterbrochen erschien.
Am 1. April 1938 erhielt Krauß die Berechtigung zum Tragen der deutschen Uniform mit den Rangabzeichen eines Generals der Infanterie und ab diesem Zeitpunkt bis zu seinem Tod im selben Jahr saß Krauß als Abgeordneter für das Land Österreich im nationalsozialistischen Reichstag. Sein Mandat wurde anschließend von Hanns Albin Rauter übernommen. In der SA erreichte er den Rang eines Brigadeführers. Am 3. Juni 1938 wurde Krauß mit Gattin Ida Krauß persönlich von Hitler in Berlin empfangen.
General Krauß verstarb am 29. September 1938 an einem Schlaganfall.

## Schriften
- Moltke, Benedek und Napoleon. Wien 1901.
- 1805 – Der Feldzug von Ulm. L.W. Seidel & Sohn, Wien 1912 (online bei archive.org).
- Unser Deutschtum! Salzburg 1920.
- Die Ursachen unserer Niederlage – Erinnerungen und Urteile aus dem Weltkrieg. J.F. Lehmanns Verlag, München 1920 (mehrere Auflagen; online bei archive.org).
- Die Wesenseinheit von Politik und Krieg als Ausgangspunkt einer deutschen Staatslehre, Vortrag. München 1921.
- Die Bedeutung Österreichs für die Zukunft des deutschen Volkes. Hannover 1923.
- Das „Wunder von Karfreit“, im Besonderen der Durchbruch bei Flitsch und die Bezwingung des Tagliamento. München 1926.
- Der Irrgang der deutschen Königspolitik. München 1927.
- Führertum, Vortrag. Berlin 1931.
- Gestalter der Welt. München 1932.
- Gebirgskrieg. Wien 1935.
- Theorie und Praxis in der Kriegskunst. München 1936.